# Hwang Chol
Hwang Chol (1912-1961) est un acteur de théâtre coréen. Il a ensuite été directeur général du théâtre dramatique d'état puis vice-ministre de l'enseignement et de la culture en Corée du Nord.

## Biographie

### Premières années et Occupation japonaise
Hwang Chol est né le 11 janvier 1912 à Cheongyang dans le sud de la péninsule coréenne. Orphelin avant l'âge de 10 ans, il doit arrêter l'école et reçoit une formation d'assistant de conduite automobile puis devient célèbre en tant qu'acteur de théâtre.
Il est né à Cheongyang -gun, Chungcheongnam-do , où son père, Woo-jeong Hwang, qui a été maire de Cheongyang-gun, a pris ses fonctions en 1912. Il existe une théorie selon laquelle il a fréquenté le lycée Baejae , mais cela n'a pas été confirmé. Après avoir été diplômé du Chuncheon High School en 1930, il a travaillé comme chauffeur, un travail populaire à l'époque. Cependant, il a subi des brûlures au troisième degré au visage de la fille du chef de la police japonaise, qui était à bord dans un accident de conduite en état d'ébriété, il n'a donc eu d'autre choix que d'épouser la fille du chef japonais. [2] Par la suite, cependant, Hwang-cheol s'est caché dans une troupe de théâtre errante après s'être enfui la nuit. À cette époque, il a utilisé le pseudonyme de « Hwang Tae-cheol ».
À la fin de 1931, il visite la Chosun Theatre Company et s'y joint, commence officiellement à prendre des cours de Depuis lors, il a été régulièrement actif dans les troupes de théâtre Arang et Nakrang , et a joui d'une popularité suffisamment élevée pour être appelé "le meilleur acteur de Joseon".
Hwang Chol a épousé Lee Jeong-soon, une actrice d' une compagnie de théâtre qu'il a rencontrée au cours de sa vie d'actrice, et a travaillé en couple tout en gérant une auberge ensemble. Sur la base de sa personnalité amicale, il a dirigé Arang, une compagnie de théâtre centrée sur l'acteur, et a formé un bon ensemble avec le dramaturge Im Seon-gyu, maintenant des critiques favorables et une popularité pour ses talents d'acteur. Cependant, la question des femmes était compliquée et il y avait un bruit constant, en particulier avec Mun Jeong-bok, l'épouse de Yang Baek-myeong et une amie de Lee Jeong-soon, qui était une personne âgée et avait une liaison. [3] Plus tard, Hwang-cheol a épousé Mun Jeong-bok.

### Après la Libération
Après la libération de la Corée, il rejoint le Parti du travail de Corée du Sud et est arrêté. Il quitte Séoul pour s'installer à Pyongyang avec sa famille pour jouer au théâtre d'État. Lorsqu'il est victime d'un attentat terroriste lors d'un spectacle à Chuncheon , il fuit la Corée du Nord en 1948 pour échapper à l'ordre d'arrestation du gouvernement militaire américain . Lorsqu'ils ont fait défection , ils ont enlevé de nombreuses personnes comme Shim Young , dont l'actrice Choi Eun-hee et le docteur Baek In-je . Cependant , dès que Choi Eun-hee a été enlevée, elle a immédiatement fait défection. Pendant la guerre de Corée, il part au front pour donner des représentations. Blessé, il doit être amputé du bras droit., il était à Suwon pour exécuter la performance de Seonmu en tant que membre du Frontline Arts Workshop . Cependant, Kim Il - sung considérait Hwang-cheol comme unique et importa une prothèse de bras de Hongrie et la lui offrit en cadeau .
En reconnaissance de ses contributions à la guerre de Corée , il a reçu les titres d'acteur méritoire de la république populaire démocratique de Corée et d'acteur populaire de la république populaire démocratique de Corée. En particulier , le titre d'acteur du peuple reçu en 1955 est enregistré en tant que premier acteur du peuple en Corée du Nord. Il a occupé des postes importants tels que délégué à l' Assemblée populaire suprême , vice-ministre de l'éducation et de la culture et membre central du Comité pour la réunification pacifique de la patrie .
Pendant la guerre du Pacifique, il a participé à la fondation du Hyundai Theatre , une troupe de théâtre pro-japonaise dirigée par Yoo Chi -jin , et a reçu un prix d'acteur lors d'un concours de théâtre contrôlé parrainé par le gouvernement général japonais de Corée. Pour cette raison , il a été sélectionné dans la liste des personnes potentielles à inclure dans le dictionnaire biographique pro-japonais compilé par l'Institute for National Issues en 2008 . C'est une figure représentative qui a été très promue en Corée du Nord malgré une carrière clairement pro-japonaise avec Mun Ye- bong .
La pièce <General Ri Sun-sin> est connue comme une œuvre représentative en Corée du Nord. En 1960, le film <Chunhyangjeon>, dans lequel il apparaît en tant que Byun Hak-do, devient son dernier film. Décédé à un âge relativement jeune des suites des blessures qu'il a subies lors de la perte du bras droit dans un attentat à la bombe (séquelles physiques) et d'un il a été inhumé dans la(séquelles mentales), trouble du défunt. L'acteur Byun Kijong a commenté : "C'est un acteur naturel qui n'a pas soif même s'il continue à jouer pendant un mois.
Il y a eu une catastrophe à laquelle Hwang-cheol a échappé avec sa mort. En 1967, six ans après la mort de Hwang-cheol, la république populaire démocratique de Corée a lancé un projet de comptabilité , qui a abouti à la purge de nombreuses célébrités en république populaire démocratique de Corée. À cette époque , Mun Ye- bong , Shim Young et même Choi Seung- hee , la légende de la danse Joseon, ont tous été purgés, mais Hwang Cheol-man n'a pas été purgé car il était déjà décédé à cette époque. Hwang Chol est mort le 9 juin 1961 à la suite d'une grave maladie.

## Œuvres
Hwang Chol a été l'acteur principal des pièces de théâtres L'amiral Ri Sun Shin, Les Choe Hak Sin et Nous sommes heureux. Il a récité le poème Le mont Paektu, écrit les thèses La rhétorique scénique et Du maquillage ainsi que des critiques.

## Référence
- Rim Ok, « Un artiste qui s'éternise dans la mémoire du peuple », La Corée d'aujourd'hui no 6, 2012, page 32.
- Cho Young-bok (10 septembre 2002). <Hwang-cheol - Acteur de People Remains in Memories>. 《Les artistes de la Corée du Nord, longtemps oubliés》. Séoul : Oreiller en pierre.  (ISBN 9788971991503).
- Okhee Kang, Youngmi Lee, Soonjin Lee et Seunghee Lee (15 décembre 2006). 《Dictionnaire des artistes populaires à l'époque coloniale》. Séoul : Sodo. Pages 365-368.  (ISBN 9788990626264).